# آساهی، آیچی
آساهی، آیچی (به لاتین: Asahi) یک منطقهٔ مسکونی در ژاپن است که در ناحیه چوبو واقع شده‌است. آساهی ۳٬۵۵۳ نفر جمعیت دارد.